# A Time Out of War
Pour plus de détails, voir Fiche technique et Distribution.
A Time Out of War est un film américain réalisé par Denis Sanders et sorti en 1954.
Il a obtenu l'Oscar du meilleur court métrage en prises de vues réelles lors de la 27e cérémonie des Oscars, et a été primé au Festival du film de Venise.

## Synopsis
Le film se déroule pendant la guerre de Sécession. Des soldats de l'Union négocient une trêve des combats avec les confédérés.

## Fiche technique
- Titre : A Time Out of War
- Réalisation : Denis Sanders
- Scénario : Denis Sanders d'après une histoire de Robert W. Chambers
- Musique : Frank Hamilton
- Photographie : Terry Sanders
- Montage : Denis Sanders et Terry Sanders
- Production :  Denis Sanders, Terry Sanders
- Société de production : Carnival Productions
- Pays de production :  États-Unis
- Genre : Drame et guerre
- Durée : 22 minutes
- Date de sortie : 
  - États-Unis : 25 décembre 1954

## Distribution
- Barry Atwater : Craig
- Robert Sherry : Alden
- Corey Allen : Connor

## Nominations et récompenses
- 1955 : Oscar du meilleur court métrage en prises de vues réelles
- 1955 : BAFTA Award
- 1955 : nommé aux United Nations Awards